# Darren Keet
Darren Keet (Cidade do Cabo, 5 de agosto de 1989) é um futebolista profissional sul-africano que atua como goleiro.

## Carreira
Darren Keet representou o elenco da Seleção Sul-Africana de Futebol no Campeonato Africano das Nações de 2015.